# Issyk-Kul virus
Issyk-Kul virus, o ISKV, è una specie di virus facente parte della famiglia Nairoviridae e dell'ordine Bunyavirales, che include virus con virus a RNA a singolo filamento negativo (virus a ssRNA-).
Prende il nome dalla località di primo isolamento: Ysyk-Köl (in kirghiso Ысык-Көл?, Isık-Köl, AFI: /ɯsɯqkœl/) o Issyk-Kul' (in russo Иссык-Куль?), un lago salato situato nel Kirghizistan, facente parte della catena montuosa del Tian Shan.

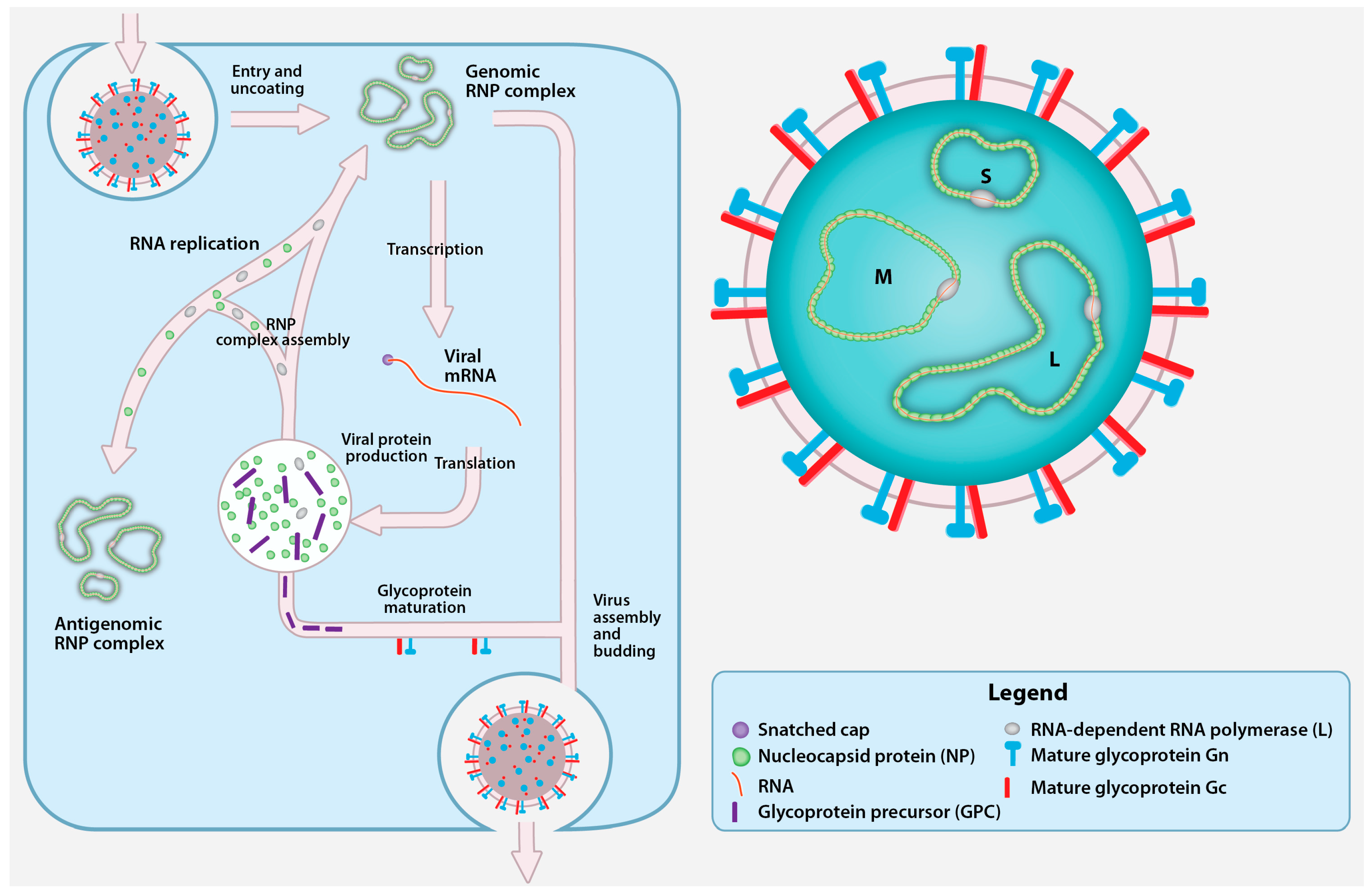
Virus della Febbre emorragica Congo-Crimea (CCHFV), virione e ciclo di replicazione virale di un virus affine a ISKV

Il virus Issyk-Kul è stato descritto come virus patogeno per l'uomo, causando focolai febbrili negli esseri umani con mal di testa, mialgia e nausea.

## Storia
Il virus Issyk-Kul (agente eziologico della febbre Issyk-Kul) è stato originariamente isolato in Kirghizistan dai pipistrelli della specie Nyctalus noctula, famiglia Vespertilionidae, presenti in Italia solamente nelle zone alpine del Trentino-Alto Adige e della Lombardia. Pipistrelli che si nutrono di zecche molli della specie Argas vespertilionis (Argasidae) che infettano uccelli, piccoli mammiferi (pipistrelli, roditori, lagomorfi e ungulati). Casi sporadici ed epidemie di febbre Issyk-Kul si osservano in Asia centrale dal 1979.
Ricercatori russi nel 1991 hanno studiato sperimentalmente, su scimmie verdi, criceti siriani e topi bianchi, le proprietà patogenetiche del virus Issyk-Kul; verificando che questo virus ha proprietà pantropiche e provoca un'infezione generalizzata negli animali, nei quali provoca alterazioni infiammatorie e distrofiche nel sistema nervoso centrale, nei polmoni, nel fegato e nei reni.
È stato isolato per la prima volta in Europa nel 2020 in Germania in pipistrelli della specie Eptesicus nilssonii.
In Italia è stato isolato per la prima volta in Lombardia, nella Riserva naturale Oasi WWF di Valpredina in provincia di Bergamo, dall'Istituto zooprofilattico sperimentale della Lombardia e dell'Emilia Romagna "Bruno Ubertini"; nell'ambito di programma di monitoraggio per "eventuali fenomeni di salto di specie nella fauna selvatica".
Infatti, le specie di pipistrelli ospiti serbatoio di virus zoonotici, come è ampiamente noto, possono rappresentare un pericolo per la salute pubblica.